# New Brunswick Laboratory
Il New Brunswick Laboratory o NBL, situato presso l'Argonne National Laboratory vicino a Chicago è un istituto al quale nel 1987 furono trasferite le competenze per i materiali di riferimento certificati del NIST (all'epoca NBS) nel settore nucleare.
Il laboratorio produce e certifica più di cinquanta materiali di riferimento certificati del settore nucleare.